# (32623) Samuelkahn
(32623) Samuelkahn est un astéroïde de la ceinture principale.

## Description
(32623) Samuelkahn est un astéroïde de la ceinture principale. Il fut découvert le 7 septembre 2001 à Socorro (Nouveau-Mexique) par le projet LINEAR. Il présente une orbite caractérisée par un demi-grand axe de 2,56 UA, une excentricité de 0,10 et une inclinaison de 1,4° par rapport à l'écliptique.